# Козак Євген Теодорович
Євге́н Теодоро́вич Коза́к  (22 квітня 1907, Львів — 27 грудня 1988, Львів) — український композитор, диригент, педагог.

## Життєпис
1938 закінчив консерваторію Польського музичного товариства у Львові (клас співу). Серед його викладачів був Григорій Турковський.
1928–1939 — керівник і один із виконавців чоловічого квартету. Від 1939 — диригент хору та музичний редактор Львівського радіо.
Від 1945 — викладач Львівського музичного училища, від 1956 — викладач педагогічного інституту. Від 1959 — викладач Львівської консерваторії, 1961–1971 — її проректор.
Був членом КПРС (від 1965).
Помер у Львові , похований на 15 полі Личаківського цвинтаря.

## Творчість
Євген Козак був близький по духу до творчості Анатолія Кос-Анатольського, також був зосереджений на демократичній сфері інтонацій, але більше тяжів до буковинського та бойківського регіонального фольклору. Успіх і визнання принесли йому пісні «Вівчарик» на слова Григорія Коваля, «Верховино, мій ти краю» на народний текст, численні обробки буковинських і галицьких народних пісень.
Як відомо, у радянські часи кожен композитор повинен був мати у своєму творчому портфелі бодай одну, а краще декілька пісень відповідного ідеологічного змісту, що прославляли б партію, Леніна, комсомол і всі інші керівні органи. Не минула ця доля і Євгена Козака (хорові твори «Слава Великому Жовтню» на вірші Андрія Пашка, «Пісня про партію»).

## Квартет із Шухевичами
1928 року у Львові організовується студентський квартет «Ревелєрси Євгена» («Львівські ревелєрси») під орудою Євгена Козака. За фортепіано у цьому квартеті був Роман Шухевич, а одним із солістів — його рідний брат Юрій Шухевич.

## Твори
- Театралізований концерт «Буковинське весілля» (1956).
- Хори:
  - «Під небом України»,
  - «Цвіти, Україно!»,
  - «Вівчарик»,
  - «Вітер з полонини»,
  - «Буковинська полька» (1957) — на слова Івана Кутеня,
  - «Утоптала стежечку» (1970) — на слова Тараса Шевченка,
  - «Тарасу Шевченку» (1970).
- Вокальні ансамблі.
- Обробки українських народних пісень.
- Обробки пісень на слова Тараса Шевченка для мішаного, жіночого та чоловічого хору:
  - «Думи мої, думи мої» (1961),
  - «Якби мені черевики» (1961),
  - «Реве та стогне Дніпр широкий» (1964),
  - «По діброві вітер виє» (1964),
  - «Ой одна я, одна» (1964),
  - «Ой три шляхи широкії» (1964),
  - «Садок вишневий коло хати» (1964).
- Музика до драматичних вистав.

## Звання та нагороди
- 1957 — заслужений діяч мистецтв УРСР.
- Нагороджено орденом «Знак пошани», медалями.